# Kola Sarri River
Der Kola Sarri River (auch: Kola Satti Ravine) ist ein kurzer Bach an der Ostküste von Dominica im Parish Saint David.

## Geographie
Der Kola Sarri River entspringt am Kraterrand des Kraters von Saint Sauveur mit mehreren Quellbächen (⊙), zum Teil auch aus demselben Grundwasserleiter, wie die westlich benachbarte Ravine Sentie, die schon zum Einzugsgebiet des Saint Sauveur River gehört. Der Kola Sarri River wird jedoch durch einen Bergsporn von diesem Einzugsgebiet abgetrennt, fließt in einem leichten nördlichen Bogen nach Osten und mündet bei Boy, nur wenige Meter von der Mündung des Saint Sauveur River entfernt, in der Grand Marigot Bay in den Atlantik. Der Fluss ist ca. 1,4 km lang.